# Единый патентный суд
Единый патентный суд — планируемый публичный патентный суд стран — членов Европейского союза. Суд должен будет рассматривать дела, касающиеся нарушений или аннулирования европейских патентов, включая также единые патенты.